# 23717 Kaddoura
23717 Kaddoura là một tiểu hành tinh vành đai chính với chu kỳ quỹ đạo là 1238.0318430 ngày (3.39 năm).
Nó được phát hiện ngày 31 tháng 3 năm 1998.